# Публій Рупілій
Публій Рупілій (лат. Publius Rupilius; ? — після 123 до н. е.) — політичний, державний та військовий діяч Римської республіки, консул 132 року до н. е.

## Життєпис
Походив з роду нобілів Рупіліїв. Про молоді роки мало відомостей. 
Був противником Тиберія Гракха. Згодом був серед суддею, що розслідували обставини вбивства Гракха. У 132 році до н. е. обрано консулом разом з Публієм Попіллієм Ленатом. Спрямований до Сицилії для придушення повстання рабів на чолі з Евном.
У 131 році до н. е. призначений проконсулом Сицилії. Того ж року видано закон щодо упорядкування управління островом, який отримав назву закон Рупілія.
У 123 році до н. е. Гай Гракх притягнув Публія Рупілія до відповідальності за участь у вбивстві Тиберія Гракха. Судовий процес вплинув на Рупілія, в результаті чого той помер у 123 або 122 році до н. е.